# World Series 1924
Le World Series 1924 sono state la 21ª edizione della serie di finale della Major League Baseball al meglio delle sette partite tra i campioni della National League (NL) 1924, i New York Giants e quelli della American League (AL), i Washington Senators. A vincere il loro primo titolo furono i Senators per quattro gare a tre.
I Giants divennero la prima squadra della storia a qualificarsi per quattro World Series consecutive, vincendo nel 1921–1922 e perdendo nel 1923–1924. Il loro storico manager, John McGraw, raggiunse la sua nona e ultima finale nel 1924. Fu la seconda volta che le World Series si decisero agli inning supplementari (dopo il 1912) e l'ultima fino al 1991. La squadra vincente della World Series 1991 fu la stessa franchigia, ora conosciuta come Minnesota Twins.
Walter Johnson, dopo avere disputato la prima stagione da 20 vittorie (23) dal 1919, disputò la sua prima serie finale, all'età di 36 anni, mentre stava raggiungendo la fine della sua carriera con i Senators. Perse le prime due gare come partente ma Senators rimontarono, arrivando a giocarsi gara 7 e dando a Johnson la possibilità di rifarsi entrando come rilievo in quella partita. Johnson riuscì ad ottenere la vittoria e diede ai Senators il loro primo e unico titolo durante la permanenza nella capitale statunitense. Come Minnesota Twins, la squadra vinse la World Series nel 1987 e 1991. La città di Washington invece non avrebbe più vinto le World Series fino al 2019.

## Sommario

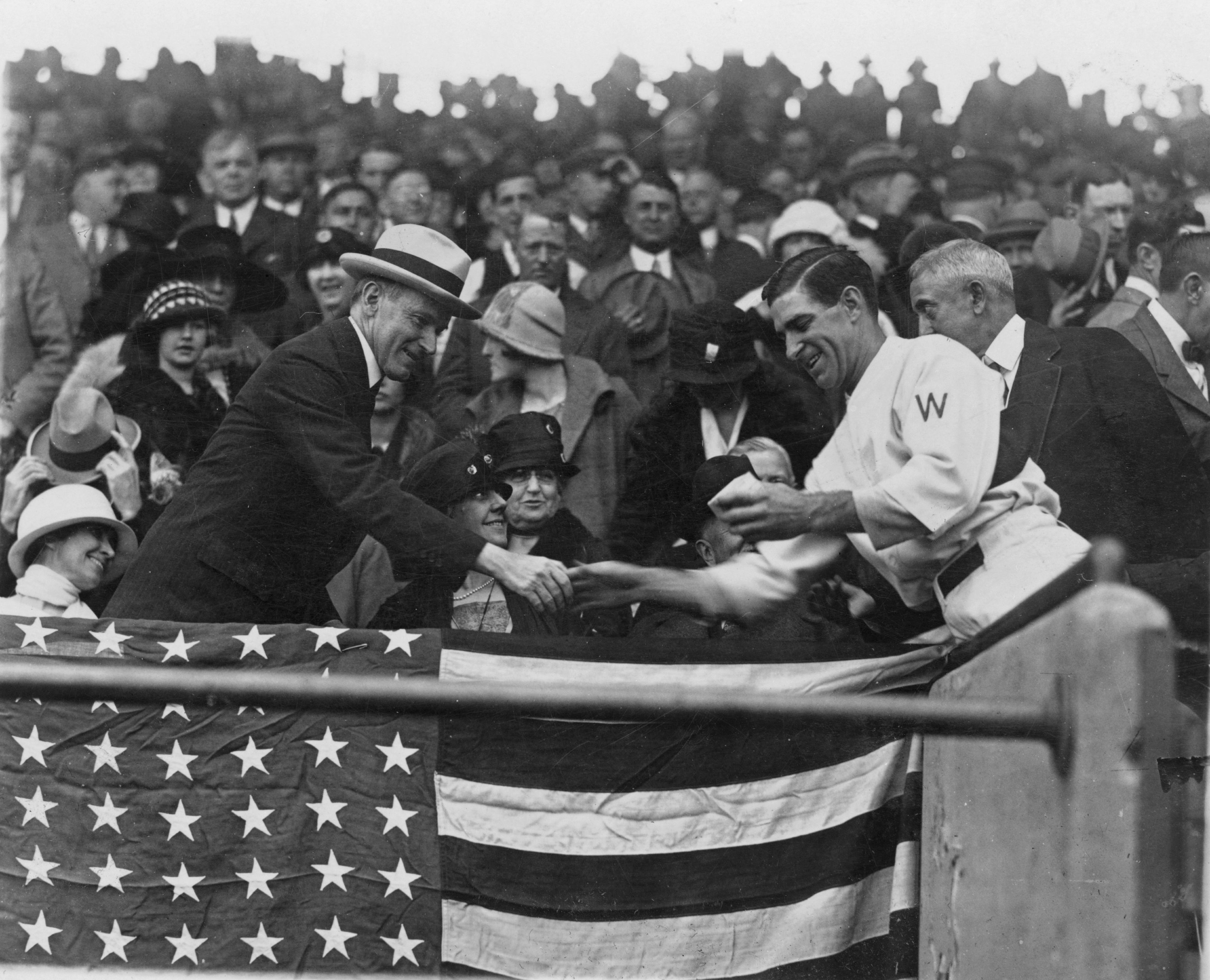
Il manager di Washington Bucky Harris consegna al Presidente Calvin Coolidge la pallina usata per dare inizio alle World Series 1924

Washington ha vinto la serie, 4-3.
| Gara | Data       | Risultato                                                | Stadio           | Tempo | Pubblico |
| ---- | ---------- | -------------------------------------------------------- | ---------------- | ----- | -------- |
| 1    | 4 ottobre  | New York Giants – 4, Washington Senators – 3 (12 inning) | Griffith Stadium | 3:07  | 35.760   |
| 2    | 5 ottobre  | New York Giants – 3, Washington Senators – 4             | Griffith Stadium | 1:58  | 35.922   |
| 3    | 6 ottobre  | Washington Senators – 4, New York Giants – 6             | Polo Grounds     | 2:25  | 47.608   |
| 4    | 7 ottobre  | Washington Senators – 7, New York Giants – 4             | Polo Grounds     | 2:10  | 49.243   |
| 5    | 8 ottobre  | Washington Senators – 2, New York Giants – 6             | Polo Grounds     | 2:30  | 49.271   |
| 6    | 9 ottobre  | New York Giants – 1, Washington Senators – 2             | Griffith Stadium | 1:57  | 34.254   |
| 7    | 10 ottobre | New York Giants – 3, Washington Senators – 4 (12 inning) | Griffith Stadium | 3:00  | 31.667   |

## Hall of Famer coinvolti
- Umpires: Tom Connolly, Bill Klem
- Senators: Goose Goslin, Bucky Harris (gioc./man.), Walter Johnson, Sam Rice
- Giants: John McGraw (man.), Frankie Frisch, Travis Jackson, George Kelly, Freddie Lindstrom, Billy Southworth‡, Bill Terry, Hack Wilson, Ross Youngs

‡ introdotto come manager